# 900. rocznica koronacji Bolesława Chrobrego (monety)
900. rocznica koronacji Bolesława Chrobrego – dwie monety okolicznościowe / bulionowe, o nominałach 10 oraz 20 złotych, bite w złocie, z datą 1925 oraz ich wersje próbne bite w innych metalach. Na rewersie monet umieszczono lewy profil króla Bolesława Chrobrego, napis: „BOLESŁAW CHROBRY 1025–1925”, herb Kościesza – znak mennicy w Warszawie, na awersie zaś godło – orła w koronie, napis: „RZECZPOSPOLITA POLSKA” oraz nominał.
Monety były wybite według zwycięskiego projektu Zofii Trzcińskiej-Kamińskiej w drugim konkursie  na złotą polską monetę, zorganizowanego na początku 1925 r.

Monety 900. rocznica koronacji Bolesława Chrobrego
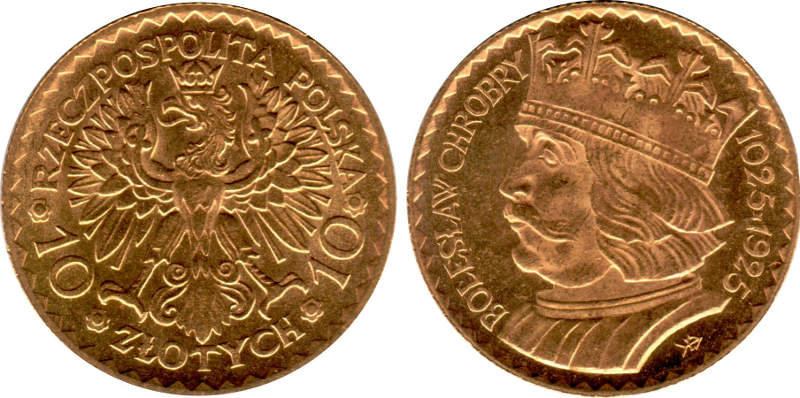
Bulionowe 10 złotych
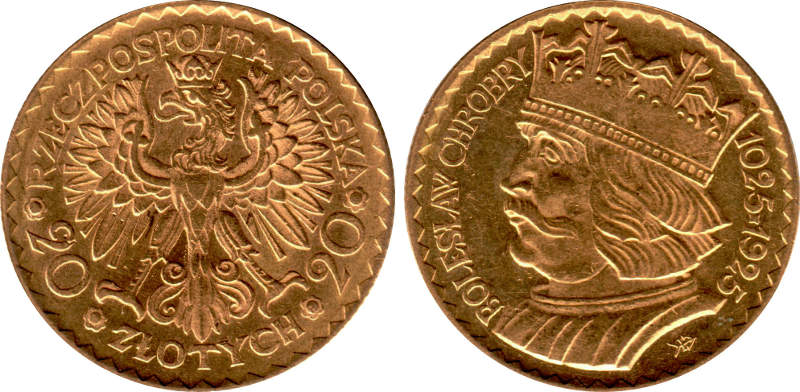
Bulionowe 20 złotych
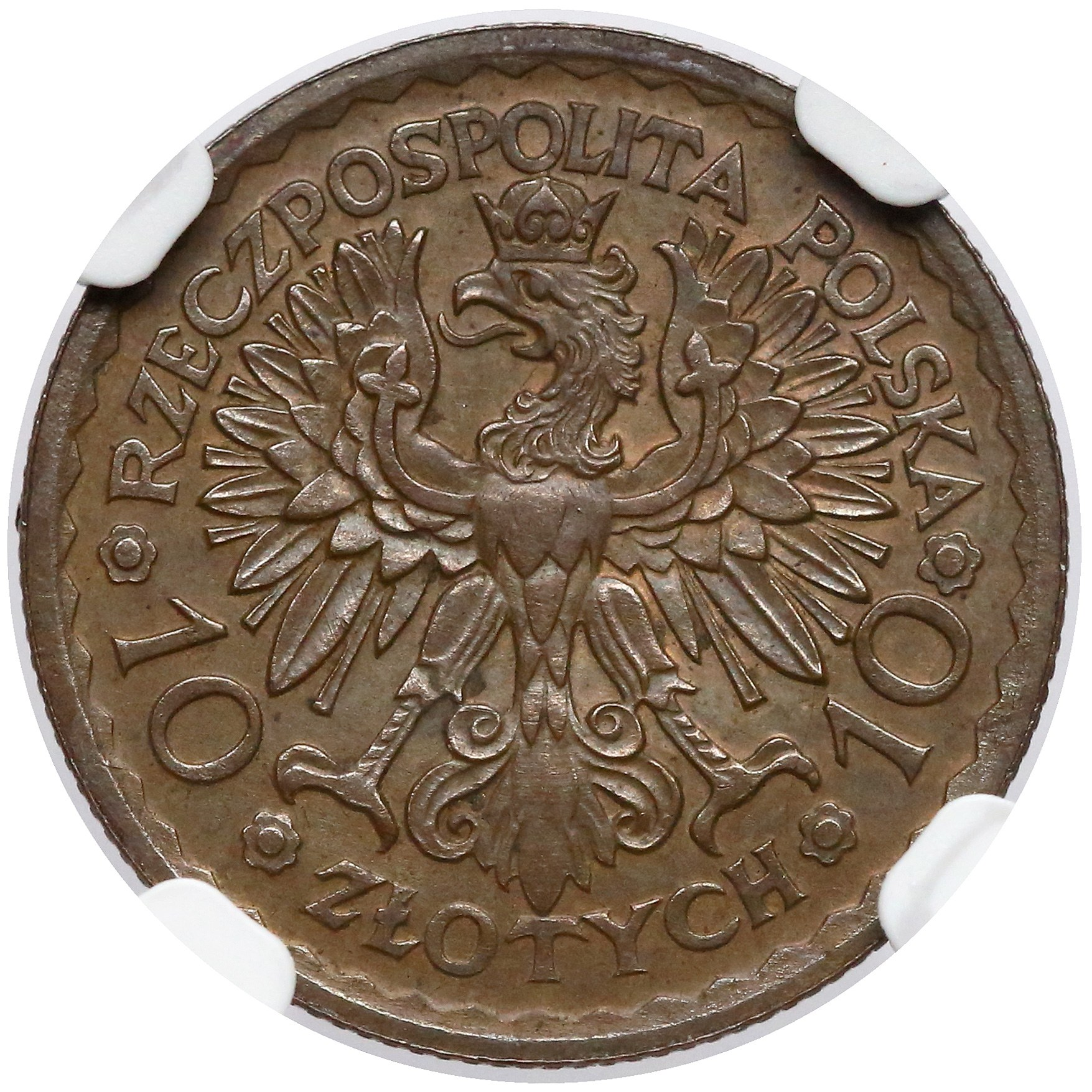
Awers próbnej 10-złotówki w brązie
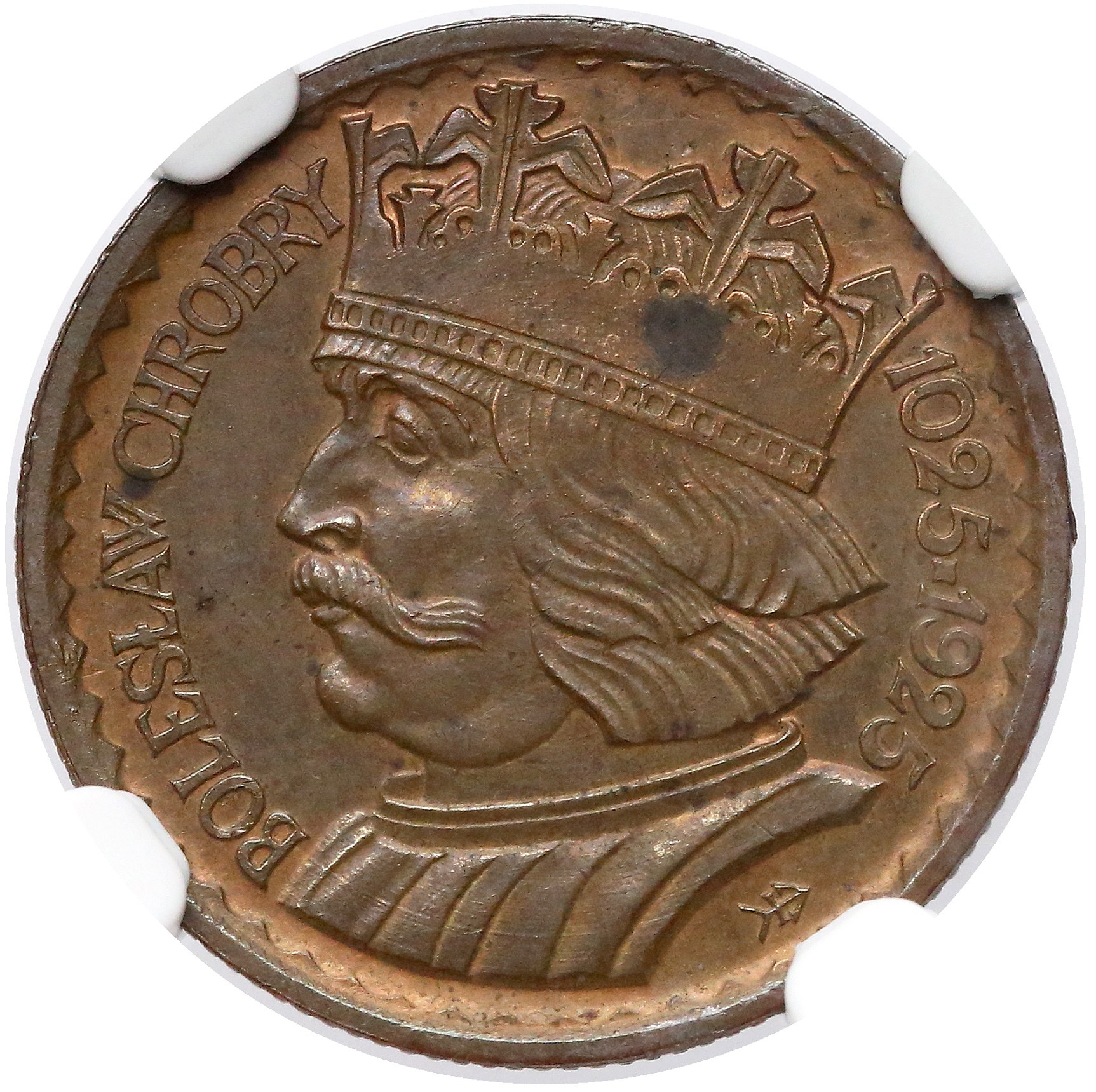
Rewers próbnej 10-złotówki w brązie
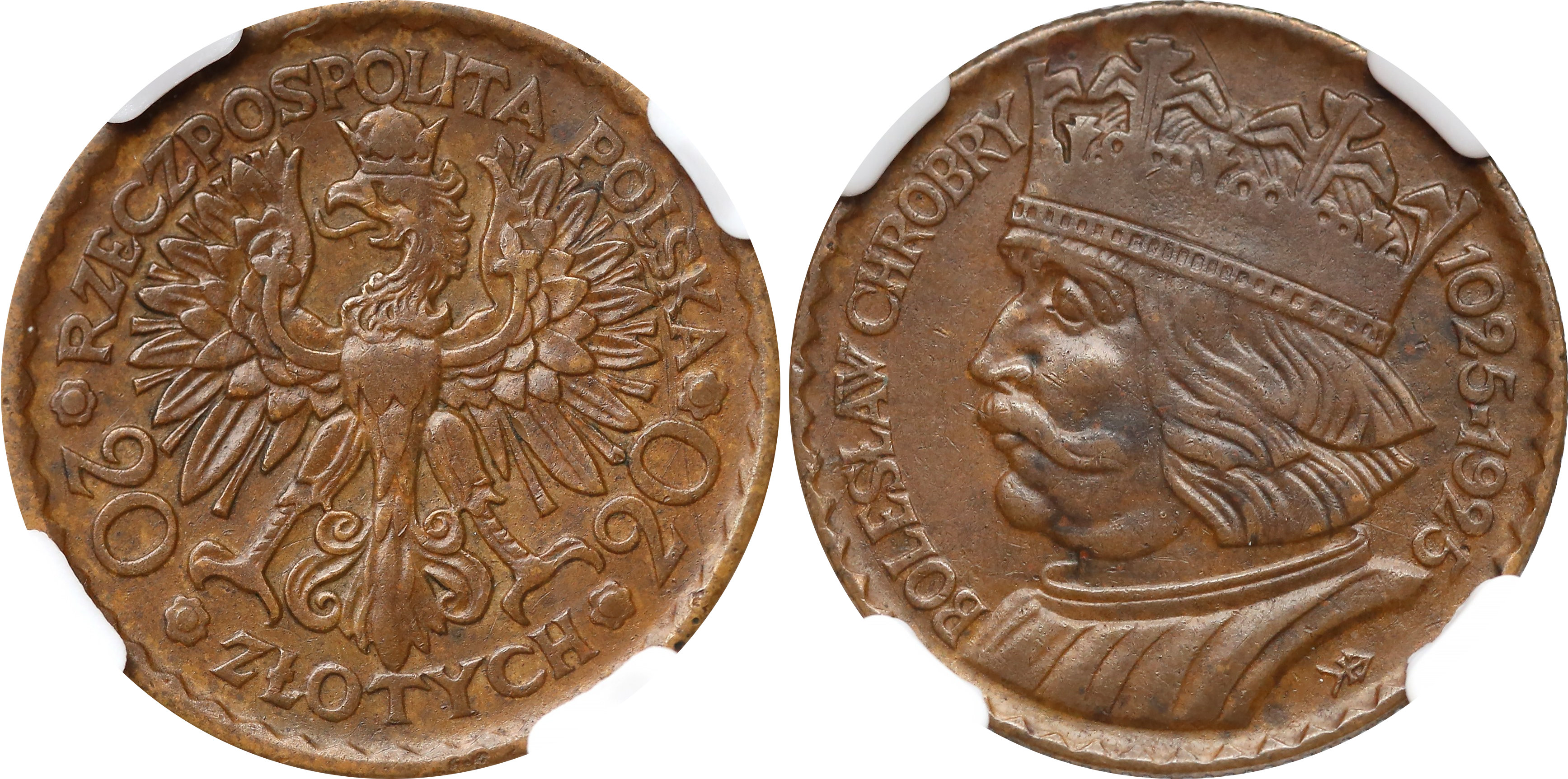
Próba 20-złotówki w brązie